# Dreams in Nightmares
Dreams in Nightmares ist ein Spielfilm von Shatara Michelle Ford aus dem Jahr 2024. Premiere war am 1. August 2024 am BlackStar Film Festival.

## Handlung
Nachdem eine Freundin verschwunden ist, unternehmen drei queere Afroamerikanerinnen in den Dreißigern einen Roadtrip durch die USA. Ihre Suche führt sie in den Mittleren Westen des Landes.

## Veröffentlichung
Die internationale Premiere von Dreams in Nightmares erfolgte im Februar 2025 im Rahmen der Internationalen Filmfestspiele Berlin. Dort wurde das Werk in die Sektion Panorama aufgenommen.